# Puchar Australii i Oceanii w narciarstwie alpejskim kobiet 2013
Puchar Australii i Oceanii w narciarstwie alpejskim kobiet w sezonie 2013 był kolejną edycją tego cyklu. Pierwsze zawody odbyły się 15 sierpnia 2013 roku w australijskim Thredbo, a ostatnie zostały rozegrane 21 września 2013 roku w nowozelandzkim Mount Hutt.

## Podium zawodów
| Lp  | Data             | Miejsce      | Konkurencja     | Zwycięzca          | 2. miejsce         | 3. miejsce        |
| 1.  | 30 lipca 2013    | Mount Hotham | gigant          | Zawody Odwołane    | Zawody Odwołane    | Zawody Odwołane   |
| 2.  | 31 lipca 2013    | Mount Hotham | slalom          | Zawody Odwołane    | Zawody Odwołane    | Zawody Odwołane   |
| 3.  | 15 sierpnia 2013 | Thredbo      | slalom          | Rikke Gasman-Brott | Greta Small        | Randa Teschner    |
| 4.  | 16 sierpnia 2013 | Thredbo      | slalom          | Rikke Gasman-Brott | Greta Small        | Randa Teschner    |
| 5.  | 20 sierpnia 2013 | Coronet Peak | gigant          | Wendy Holdener     | Anastasia Romanova | Christine Scheyer |
| 6.  | 21 sierpnia 2013 | Coronet Peak | slalom          | Paula Moltzan      | Michelle Gisin     | Megan McJames     |
| 7.  | 9 września 2013  | Cardrona     | gigant          | Charlie Guest      | Barbara Kantorová  | Mandy Dirkzwager  |
| 8.  | 15 września 2013 | Mount Hutt   | zjazd           | Zawody Odwołane    | Zawody Odwołane    | Zawody Odwołane   |
| 9.  | 16 września 2013 | Mount Hutt   | zjazd           | Zawody Odwołane    | Zawody Odwołane    | Zawody Odwołane   |
| 10. | 17 września 2013 | Mount Hutt   | supergigant     | Greta Small        | Barbara Kantorová  | Lavinia Chrystal  |
| 11. | 18 września 2013 | Mount Hutt   | supergigant     | Greta Small        | Barbara Kantorová  | Lavinia Chrystal  |
| 12. | 19 września 2013 | Mount Hutt   | superkombinacja | Barbara Kantorová  | Greta Small        | Lavinia Chrystal  |
| 13. | 20 września 2013 | Mount Hutt   | slalom          | Barbara Kantorová  | Charlie Guest      | Mandy Dirkzwager  |
| 14. | 21 września 2013 | Mount Hutt   | gigant          | Zawody Odwołane    | Zawody Odwołane    | Zawody Odwołane   |

## Klasyfikacja generalna (po 9 z 9 konkurencji)
| Lp. | Zawodniczka         | Punkty |
| --- | ------------------- | ------ |
| 1.  | Barbara Kantorová   | 481    |
| 2.  | Greta Small         | 446    |
| 3.  | Lavinia Chrystal    | 413    |
| 4.  | Rikke Gasmann-Brott | 260    |
| 5.  | Piera Hudson        | 232    |
| 6.  | Yina Moe-Lange      | 211    |
| 7.  | Charlie Guest       | 191    |
| 8.  | Emily Bamford       | 126    |
| 9.  | Mandy Dirkzwager    | 120    |
| 9.  | Randa Teschner      | 120    |

| Miejsce | Zawodniczka              | Punkty |
| ------- | ------------------------ | ------ |
| 1.      | Rikke Gasmann-Brott      | 245    |
| 2.      | Greta Small              | 206    |
| 3.      | Lavinia Chrystal         | 160    |
| 4.      | Randa Teschner           | 120    |
| 5.      | Barbara Kantorová        | 118    |
| 6.      | Charlotte Techen Lemgart | 110    |
| 7.      | Paula Moltzan            | 110    |
| 8.      | Emily Bamford            | 94     |
| 9.      | Charlie Guest            | 89     |
| 10.     | Michelle Gisin           | 80     |

| Miejsce | Zawodniczka        | Punkty |
| ------- | ------------------ | ------ |
| 1.      | Charlie Guest      | 102    |
| 2.      | Wendy Holdener     | 100    |
| 3.      | Barbara Kantorová  | 83     |
| 4.      | Anastasia Romanova | 80     |
| 5.      | Mandy Dirkzwager   | 60     |
| 5.      | Christine Scheyer  | 60     |
| 7.      | Lavinia Chrystal   | 53     |
| 8.      | Piera Hudson       | 50     |
| 8.      | Megan McJames      | 50     |
| 10.     | Celine Arnold      | 45     |
| 10.     | Stephanie Brunner  | 45     |

| Miejsce | Zawodniczka          | Punkty |
| ------- | -------------------- | ------ |
| 1.      | Barbara Kantorová    | 180    |
| 2.      | Greta Small          | 160    |
| 3.      | Lavinia Chrystal     | 140    |
| 4.      | Piera Hudson         | 100    |
| 5.      | Yina Moe-Lange       | 90     |
| 6.      | Sophie Corser        | 40     |
| 6.      | Harriet Miller-Brown | 40     |
| 8.      | Eliza Grigg          | 36     |

| Miejsce | Zawodniczka       | Punkty |
| ------- | ----------------- | ------ |
| 1.      | Barbara Kantorová | 100    |
| 2.      | Greta Small       | 80     |
| 3.      | Lavinia Chrystal  | 60     |
| 4.      | Piera Hudson      | 50     |
| 5.      | Yina Moe-Lange    | 45     |